# Lista najlepiej sprzedających się albumów muzycznych w Brazylii
Lista najlepiej sprzedających się albumów w historii w Brazylii.

## Najlepiej sprzedające się albumy

### Artyści brazylijscy
1. Músicas para Louvar o Senhor – Padre Marcelo Rossi – 1998 – 3 328 468 (3x diamentowa płyta)
2. Xou da Xuxa 3 – Xuxa – 1988 – 3 216 000 (3x diamentowa płyta)
3. Leandro & Leonardo – Leandro & Leonardo – 1990 – 3 145 814  (2x diamentowa płyta)
4. Só pra Contrariar – Só pra Contrariar – 1997 – 2 984 384  (2x diamentowa płyta)
5. 4º Xou da Xuxa – Xuxa – 1989 – 2 920 000  (2x diamentowa płyta)
6. Xegundo Xou da Xuxa – Xuxa – 1987 – 2 754 000  (2x diamentowa płyta)
7. Um Sonhador – Leandro & Leonardo – 1998 – 2 732 735 (2x diamentowa płyta)
8. Xou da Xuxa – Xuxa – 1986 – 2 689 000 (2x diamentowa płyta)
9. Mamonas Assassinas – Mamonas Assassinas – 1995 – 2 468 830 (2x diamentowa płyta)
10. Terra Samba ao Vivo e a Cores – Terra Samba – 1998 – 2 450 411 (2x diamentowa płyta)

### Żeńskie artystki zagraniczne
1. Whitney Houston – The Bodyguard (1992) – 1 200 000
2. Madonna – The Immaculate Collection (1990) – 1 100 000
3. Shakira – Pies descalzos (1995) i Madonna – True Blue (1986) – 1 000 000
4. Céline Dion – Let's Talk About Love – 900 000
5. Britney Spears – Oops!... I Did It Again (2000)- 900 000
6. Alanis Morissette – Jagged Little Pill (1995) – 850 000
7. Madonna – Ray of Light (1998) – 830 000
8. Mariah Carey – Music Box (1993) – 800 000
9. Madonna – Like a Prayer (1989) – 760 000
10. Céline Dion – Falling into You (1996) – 750 000